# Социален туризъм
Социален туризъм е форма на двигателна активност сред природата за подобряване на физическата работоспособност и емоционално обогатяване на личността чрез организиране на свободното време, отдиха, почивката и физическото възстановяване на гражданите. Понятието е легално определено в § 1, т. 2 от Закона за физическото възпитание и спорта.